# Palácio do Marquês de Duas Águas

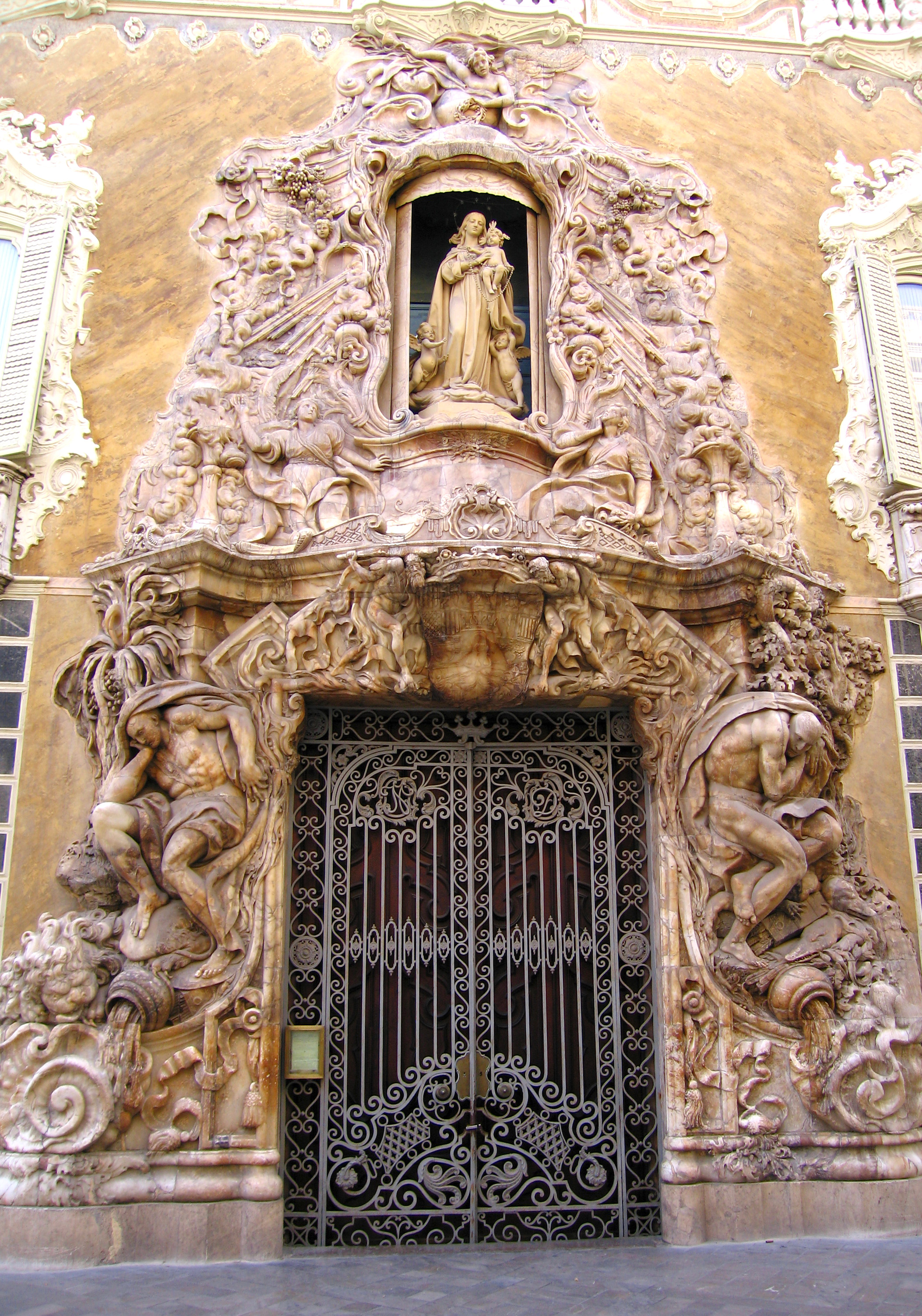
Pórtico do Palácio do Marquês de Duas Águas em Valência (Espanha), obra de Ignacio Vergara.

O Palácio do Marquês de Duas Águas (em castelhano:  Palácio de los Marqueses de Dos Aguas), situado na rua Rinconada Federico García Sanchiz na cidade de Valência (Espanha), é produto de uma radical reforma levada a cabo sobre o antigo solar dos Rabassa de Perellós, pertencente ao estilo rococó.